# Låten barnen komma till mig
Låten barnen komma till mig (engelska Suffer the little Children) är en novell skriven av författaren Stephen King. Den publicerades först i Cavalier i februari 1972, och fanns med i samlingen Nattmaror och drömlandskap (originaltitel Nightmares and dreamscapes) som publicerades 1993.